# حبيل المسجد (الوضيع)

تعديل مصدري - تعديل

حبيل المسجد هي إحدى قرى عزلة  الوضيع بمديرية الوضيع التابعة لمحافظة أبين، بلغ تعداد سكانها 320 نسمة حسب تعداد اليمن لعام 2004.